# Janthina pallida
Janthina pallida is een slakkensoort uit de familie van de Epitoniidae. De wetenschappelijke naam van de soort is voor het eerst geldig gepubliceerd in 1840 door W. Thompson.